# Morrisville (Missouri)
Morrisville is een plaats (town) in de Amerikaanse staat Missouri, en valt bestuurlijk gezien onder Polk County.

## Demografie
Bij de volkstelling in 2000 werd het aantal inwoners vastgesteld op 344.
In 2006 is het aantal inwoners door het United States Census Bureau geschat op 368, een stijging van 24 (7,0%).

## Geografie
Volgens het United States Census Bureau beslaat de plaats een oppervlakte van
0,8 km², geheel bestaande uit land. Morrisville ligt op ongeveer 319 m boven zeeniveau.

## Plaatsen in de nabije omgeving
De onderstaande figuur toont nabijgelegen plaatsen in een straal van 24 km rond Morrisville.